# Château de Bachen
Le château de Bachen se situe dans la commune de Duhort-Bachen, dans le département français des Landes. Il est inscrit aux monuments historiques par arrêté du 5 juillet 1994.

## Présentation
Le château de Bachen, entièrement reconstruit dans la seconde moitié du XVIIIe siècle, est de type maison noble de Chalosse. Ancien siège d'une baronnie, il est établi sur un plateau dominant l'Adour, à l'emplacement d'un site castral ancien.
L'ensemble se compose d'un logis à toiture haute, l'apparentant à une maison béarnaise, et d'une aile basse de communs. Aux abords se trouvent un chai et une ancienne dépendance agricole typiquement landaise. Il est au centre d'un domaine viticole d'appellation d'origine contrôlée Tursan.
En 1991, le chai fut réaménagé par l'architecte Jean de Gastines.